# 杉本厚夫
杉本厚夫（すぎもと あつお、1952年- ）は、日本のスポーツ社会学者、関西大学教授。

## 人物・来歴
大阪市生まれ。1975年京都教育大学特修体育学科卒、1978年筑波大学大学院体育学研究科体育社会学・スポーツ社会学修士課程修了。2015年学術博士。1978-86年広島大学総合科学部助手。1986年京都教育大学講師、助教授、1996年教授、2010年関西大学人間健康学部教授。 

## 著書
- 『スポーツ文化の変容 多様化と画一化の文化秩序』世界思想社, 1995.5
- 『自分のことは自分でしない 子どもの臨床社会学』ナカニシヤ出版, 2002.4
- 『映画に学ぶスポーツ社会学』世界思想社, 2005.12
- 『「かくれんぼ」ができない子どもたち』ミネルヴァ書房, 2011.1

### 共編著
- 『スポーツファンの社会学』編. 世界思想社, 1997.3
- 『体育教育を学ぶ人のために』編. 世界思想社, 2001.1
- 『教育の3C時代 イギリスに学ぶ教養・キャリア・シティズンシップ教育』高乗秀明,水山光春共著. 世界思想社, 2008.11
- 『現代人にとって健康とはなにか からだ、こころ、くらしを豊かに』竹内洋 監修, 西山哲郎, 森下伸也,金子絵里乃共編. 書肆クラルテ, 2011.4
- 『市民マラソンがスポーツ文化を変えた』 (関西大学経済・政治研究所研究双書）亀井克之,西山哲郎,増田明美, 尾久裕紀共著. 関西大学経済・政治研究所, 2017.3
- 『続・市民マラソンがスポーツ文化を変えた』 (関西大学経済・政治研究所研究双書) 亀井克之,西山哲郎, 増田明美,吉田香織, 尾久裕紀共著. 関西大学出版部, 2020.3
- 『大阪マラソンの挑戦 市民スポーツ/チャリティ文化/都市創造』橋爪紳也共著. 創文企画, 2022.1

## 論文
- <杉本厚夫